# آ، ب، ث… منهتن
آ، ب، ث… منهتن فیلمی به کارگردانی و تهیه‌کنندگی امیر نادری است که آن را در سال ۱۹۹۷ در ایالات متحدهٔ آمریکا ساخته‌است.

## خلاصهٔ فیلم
سه زن در منهتن نیویورک، در لحظه‌ای مهم و حیاتی از زندگی خود قرار گرفته‌اند….

## جوایز
- جایزهٔ تورناژ از جشنوارهٔ آوینیون، ۱۹۹۷